# تیم ملی بسکتبال مکزیک
تیم ملی بسکتبال مکزیک،نماینده مکزیک در مسابقات بین‌المللی بسکتبال است.

## تاریخچه
تا اواخر دهه ۱۹۶۰، تیم مکزیک یک تیم قدرتمند در جهان بود. این تیم در بازی های المپیک تابستانی ۱۹۳۶ موفق به کسب مدال برنز شد.